# Rissoina newcombei
Rissoina newcombei är en snäckart som beskrevs av Dall 1897. Rissoina newcombei ingår i släktet Rissoina och familjen Rissoidae. Inga underarter finns listade i Catalogue of Life.